# Saint-Julien-en-Quint
Saint-Julien-en-Quint è un comune francese di 128 abitanti situato nel dipartimento della Drôme della regione dell'Alvernia-Rodano-Alpi.

## Società

### Evoluzione demografica
Abitanti censiti